# Epiperipatus barbouri
Epiperipatus barbouri är en klomaskart som först beskrevs av Charles Thomas Brues 1911.  Epiperipatus barbouri ingår i släktet Epiperipatus och familjen Peripatidae. Inga underarter finns listade i Catalogue of Life.